# Kirche Bergdietikon

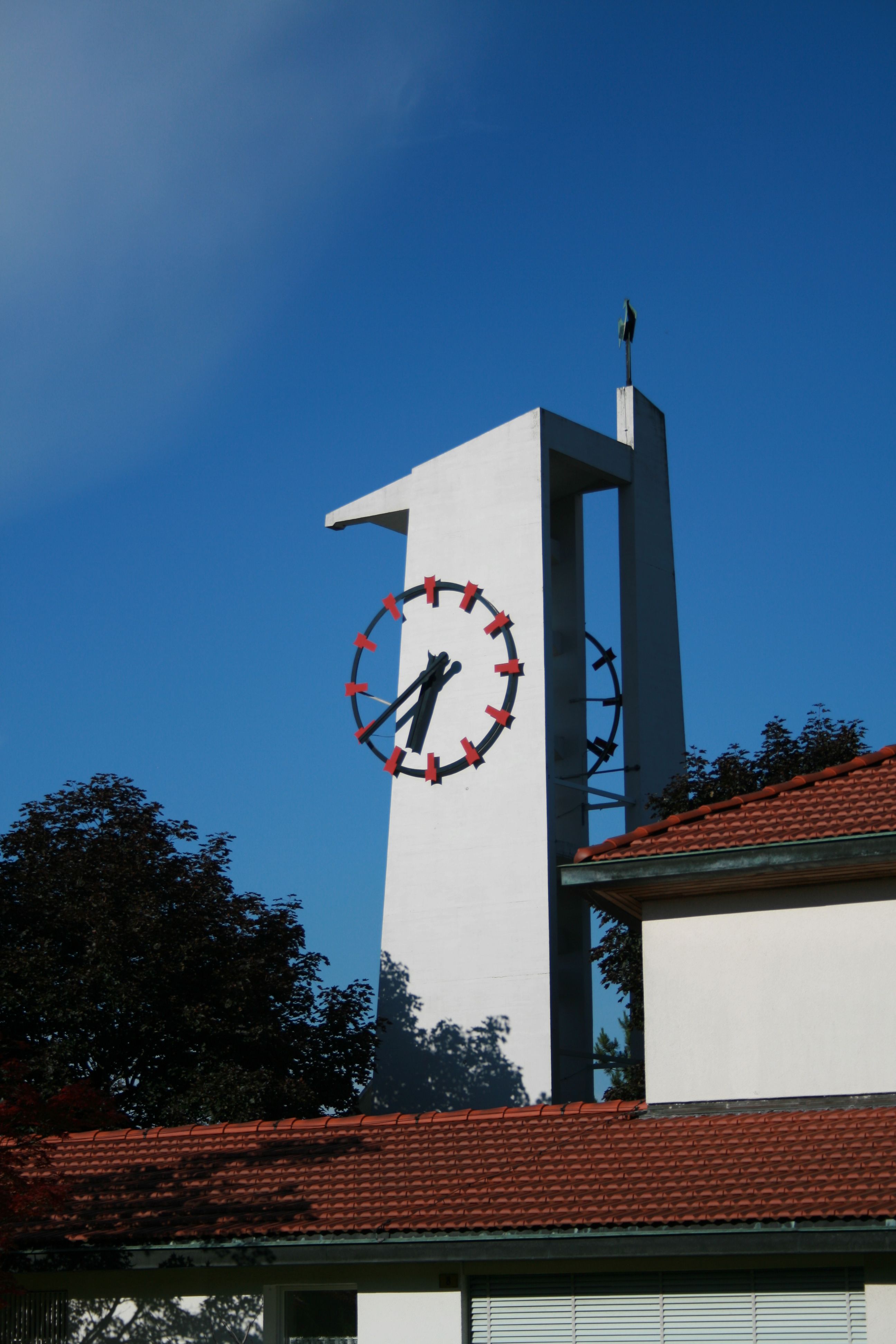
Kirche Bergdietikon

Die Kirche Bergdietikon ist die reformierte Dorfkirche in der Gemeinde Bergdietikon im Schweizer Kanton Aargau.

## Geschichte
Die reformierten Christen von Bergdietikon gehörten bis 1940 zur Zürcher Kirchgemeinde Dietikon-Urdorf. Auf Beschluss des aargauischen Grossen Rats wurde dann die reformierte Kirchgemeinde Spreitenbach gegründet, die aus den Teilkirchgemeinden Spreitenbach-Killwangen und Bergdietikon bestand. 1982 erhielt Bergdietikon einen eigenen Pfarrer und seit 1984 ist Bergdietikon eine selbständige Kirchgemeinde.
In den Jahren 1960/61 wurde der Kirchenbau nach dem Entwurf des Architekten Hannes Zschokke unter der Bauleitung von Gustav Ungricht aus Dietikon errichtet und am 14. Mai 1961 eingeweiht. Der Grundstein nennt eine Bibelstelle aus dem 1. Korintherbrief, die lautet: «Denn ein anderes Fundament kann niemand legen als das, welches gelegt ist: Jesus Christus.» 1985 wurde die Kirche innen und aussen renoviert, 2006 wurde das Dach erneuert.

## Kirchenbau
Das Gemeindezentrum besteht aus dem Kirchenbau in Zeltform, dem Kirchengemeindehaus, das rechtwinklig angebaut ist und dem nach Art eines Campanile freistehenden Kirchturm.
Im Innern vermittelt die dem Dachverlauf folgende Holzverschalung sehr deutlich den Zeltcharakter, den die Kirche haben sollte. Im Kirchensaal gibt es keine deutliche Grenze zwischen dem Raum für die Gemeinde und den liturgischen Zentrum mit Kanzel und Abendmahlstisch, zu dem der Fußboden leicht abfällt. Im Kirchenraum haben auf Stühlen (seit  1998) fast 120 Personen Platz, auf der Empore weitere knapp 50. Ausserdem kann ein Teil des Kirchengemeindesaales zum Kirchenraum hin geöffnet werden. Natürlich belichtet wird der Raum von keilförmigen Fensterbändern an den Längsseiten des Raumes und durch ein großes farbiges Betonglasfenster des Spreitenbacher Künstlers Werner Christen (1912–1983) im Chorbereich. Den massiven steinernen Abendmahlstisch mit einem Taubenrelief entwarf der Künstler Hans Jost, ausgeführt wurde er vom Bildhauer Roos in Dietikon. Die «Kanzel» ist reduziert auf ein Lesepult auf einem zweistufigen Sockel.
Die Orgel in einer Ecke der Empore im hinteren Teil der Kirche wurde 1962 von der Firma Metzler Orgelbau aus dem nahen Dietikon errichtet. Ihre elf Register sind auf zwei Manuale und das Pedal verteilt. Revisionen durch die Erbauerfirma fanden 2000 und 2020 statt.
Im Turm befinden sich vier Glocken, die nach den vier Evangelisten Matthäus, Markus, Lukas und Johannes benannt sind und mit den Schlagtönen d´, f´, g´ und b´ klingen. Die grösste Glocke wiegt 1477 kg. Das Glockengeläut entwickelt im Umfeld der Kirche einen hohen Schallpegel, da die Glocken nur wenige Meter über dem Erdboden im Turm aufgehängt sind. Auffällig sind die beiden grossen Zifferblätter der Turmuhr, die über die Turmwände hinausragen.